# Tokyos universitet för jordbruk och teknologi
Ej att förväxla med Tokyos jordbruksuniversitet, med det på japanska snarlika namnet Tōkyō Nōgyō Daigaku (東京農業大学)

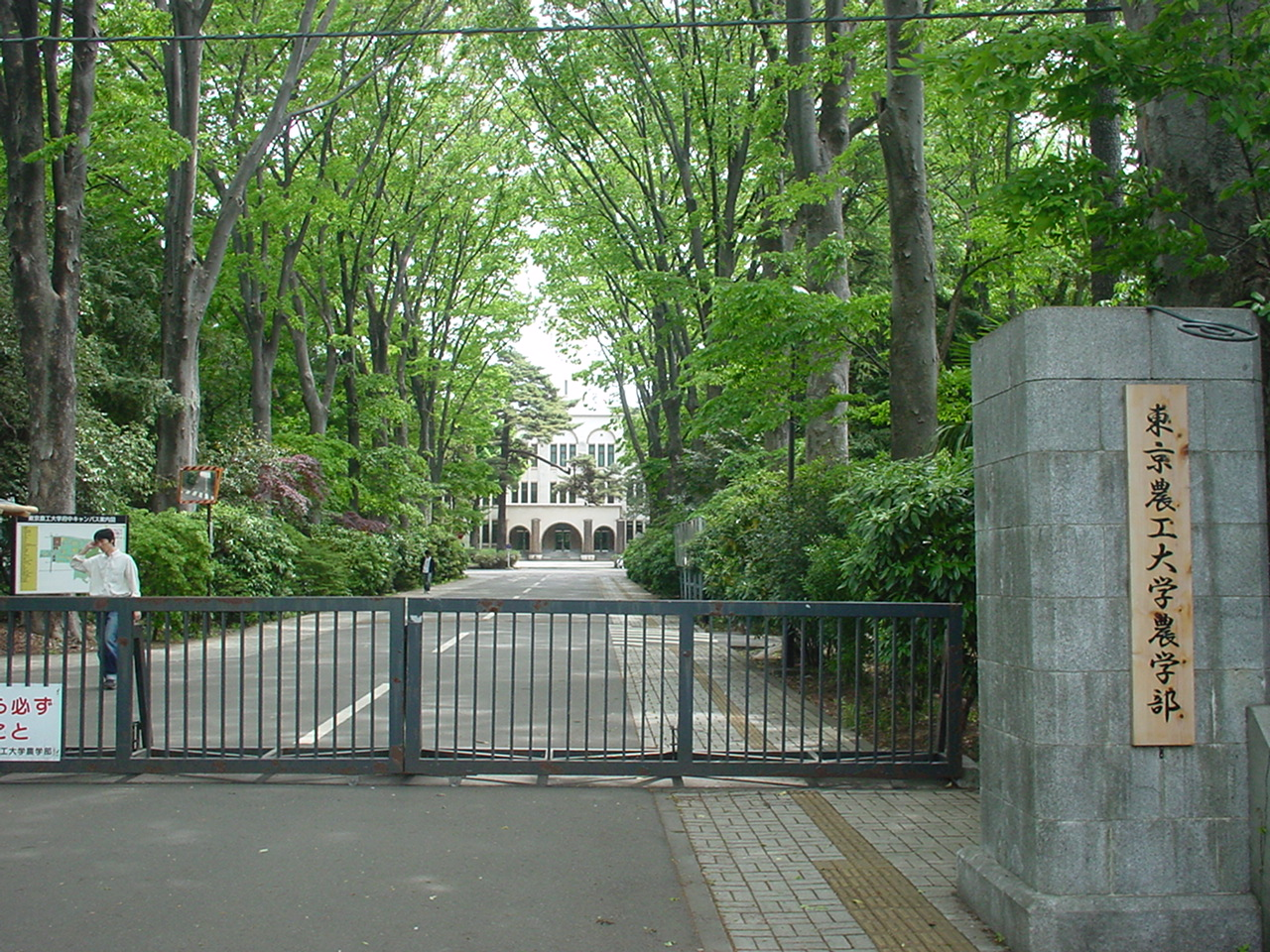
Nōkōdai, ingång till huvudbyggnaden på jordbruksfakulteten i Fuchu.

Tokyos universitet för jordbruk och teknologi eller Tokyo Noko-universitetet (japanska: 東京農工大学,?, Tōkyō Nōkō Daigaku, förkortat Nōkōdai; I engelskspråkiga sammanhang Tokyo University of Agriculture and Technology, TUAT) är ett statligt universitet i Tokyo prefektur med ett campus i Fuchū och ett i Koganei. Nokodai grundades 1949 och har i dag drygt 5 000 studenter (2010).
Skolan räknar sina anor från 1874 då Tokyos skogs- och lantbruksskola (東京農林専門学校) samt Tokyos textilskola (東京繊維専門学校) grundades på inrikesministeriets initiativ. Den förstnämnda blev 1935 en statlig skola på gymnasienivå. Båda skolorna hade under årens lopp flera olika namn. 1949 upphörde de båda skolorna och bildade tillsammans det nuvarande universitetet.